# Fährschiff Typ III
Das HADAG-Fährschiff Typ III prägte mit seinem Aussehen das Bild des typischen Hamburger Hafenschiffes. Der Typ III war mit einer Kapazität bis zu 600 Fahrgästen der größte gebaute Schiffstyp. Von ihm gab es nur einen Prototyp, das im Jahr 1952 gebaute Typschiff Finkenwerder. Das Schiff mit einer Gesamtlänge von 30,1 m war topplastig, weil der Decksaufbau zu schwer und der Rumpf bei einer Gesamtbreite von nur 7,86 m zu schmal war. Es war, anders als die anderen Typ-III-Schiffe im Hafenverkehr nur für 550 bzw. 477 Passagiere zugelassen, für den „Niederelbedienst“ lag die zugelassene Passagierzahl bis Glückstadt bei 453 Personen, bis Cuxhaven bei 339.
Der überarbeitete Typ IIIb, von dem zwischen 1953 und 1958 sieben Schiffe entstanden, war deshalb breiter und hatte Aufbauten aus dünnerem Blech. Die Verbesserungen am Typ II flossen auch in den Typ III ein. Von 1959 bis 1962 wurden acht Schiffe des Typs IIIc gebaut. Die Schiffe hatten ein am Heck offenes Hauptdeck und auf dem Oberdeck ein abnehmbares Dach aus Aluminium. Die letzten vier gebauten Schiffe hatten einen Dieselantrieb (MS), der über ein Getriebe auf den Propeller wirkte. Die davor gebauten elf Schiffe wurden dieselelektrisch angetrieben (DES).

## Bauliste
| Schiffsname   | Schiffs- typ | Indienst- stellung | Außerdienst- stellung | Bauwerft (Baunummer)      | Umbenennung (Jahr)                                                                        | Verbleib | Zustand / Nutzung                                                                                        |
| ------------- | ------------ | ------------------ | --------------------- | ------------------------- | ----------------------------------------------------------------------------------------- | --- | --- |
| Kirchdorf     | IIIc         | 1962               | in Dienst             | J. J. Sietas (503)        | -                                                                                         | HADAG, Hamburg | Hafenrundfahrten, Charterfahrten                                                                         |
| Tonndorf      | IIIc         | 1960               | 2006                  | J. J. Sietas (461)        | Tonne (2009)                                                                              | R. Schwarz, Hamburg | in Fahrt (2009) Commons                                                                                  |
| Meiendorf     | IIIc         | 1960               | 1988                  | J. J. Sietas (460)        | Jumbo Gol, Gal Anak                                                                       | Zypern (1989), See Genezareth | Tanzpalast bis 2007                                                                                      |
| Eppendorf     | IIIc         | 1959               | nach 1988             | Norderwerft (639)         | Carmelit                                                                                  | Haifa (Israel) | Ausflugsfahrten                                                                                          |
| Pöseldorf     | IIIc         | 1960               | nach 1989             | Hanseatische Werft (12)   | Trafaria Praia                                                                            | Transtejo, Lissabon | Fährschiff (Tejo) 1996 bis 2011 – Portugiesischer Pavillon auf der Kunstbiennale in Venedig 2013 Commons |
| Wohldorf      | IIIc         | 1959               | 1982                  | Hanseatische Werft (10)   | Lady Gabrischa (1982), Wappen von Büsum (1989–2008)                                       | 1982 verkauft an Paikopoulos (Griechenland), wg. Maschinenschaden nicht abgeliefert, Büsum (1989–2008), Wilhelmshaven (2008–2016), Hamburg (seit 2016)       | Museumsschiff im Sandtorhafen/Hafencity Commons                                                          |
| Niendorf      | IIIc         | 1959               | nach 1993             | Johann Oelkers (535)      | Grevelingen (seit 2001)                                                                   | Rederij Zeeland, Grevelingen (Niederlande) | Rundfahrten                                                                                              |
| Sülldorf      | IIIc         | 1959               | nach 1988             | Scheel & Jöhnk (413)      | St. Pauli (1978), Sao Paulus (1999)                                                       | Transtejo, Lissabon | Fährschiff Commons                                                                                       |
| Alsterdorf    | IIIb         | 1958               | 1990                  | Johann Oelkers (529)      | Le Plaisir                                                                                | Sansibar | |
| Volksdorf     | IIIb         | 1956               | 1977                  | Johann Oelkers (526)      | Marvila (1977)                                                                            | Transtejo, Lissabon | Fährschiff Commons                                                                                       |
| Großer Michel | IIIb         | 1955               | 1991                  | Johann Oelkers (522)      | Moorburg (1975–1991)                                                                      | Martin Doose, Hamburg, Sandtorhöft | Eventschiff, Charterfahrten, Hotelschiff Commons                                                         |
| Bergedorf     | IIIb         | 1955               | nach 1988             | H. C. Stülcken Sohn (839) | -                                                                                         | Museumshafen Oevelgönne in Hamburg | Museumsschiff Restaurantschiff, Charterfahrten                                                           |
| Jungfernstieg | IIIb         | 1954               | 1990                  | Johann Oelkers (519)      | Princesa Maya                                                                             | Dominikanische Republik, ab 2001 Mexiko | am 18. August 2007 gestrandet auf Cozumel                                                                |
| St. Pauli     | IIIb         | 1953               | 1977 / 1986           | H. C. Stülcken Sohn (827) | Albatros (1977–1979), Albatros II (1979–1986), Ocean Pearl (ca. 1987) La Plaisance (1994) | Förde-Reederei, Flensburg (1977–1986), 7/1986 zurück an HADAG (Ersatzteile), Straßburg (ca. 1987), Duisburg (1990–2000), Krimpen an der IJssel (Niederlande) | Diskothek (ca. 1987), Bordell (1994–1996), sehr schlechter Zustand                                       |
| Altona        | IIIb         | 1953               | 1979                  | Johann Oelkers (518)      | Reiher (1986), Lady Thetis                                                                | Förde-Reederei, Flensburg (1979–1986), Türkei (1986), Limassol (Zypern)                                                                                      | 2014 vor Limassol als Tauchwrack versenkt                                                                |
| Finkenwerder  | III          | 1952               | 1975                  | H. C. Stülcken Sohn (821) | -                                                                                         | | in Hamburg abgewrackt                                                                                    |